# Psycho+Logical-Records
Psycho+Logical-Records est un label discographique indépendant américain, situé à New York, dans l'État de New York. Il est fondé en novembre 1999 par le rappeur Necro, dans le but d'éditer son premier album, I Need Drugs. Depuis, plusieurs artistes tels que Ill Bill, Mr. Hyde, Sabac Red ont rejoint le label. Les chansons sont distribuées sur le marché, ou sur Internet à travers notamment iTunes.

## Histoire

### Lancement et débuts (1999–2001)
Psycho+Logical-Records est un label discographique lancé par le rappeur Necro, et opère depuis New York, dans l'État de New York. Psycho+Logical-Records est lancé en novembre 1999, dans le but d'éditer son premier album, I Need Drugs en 2000. Avant la publication d'albums en ligne, Necro vendait des exemplaires aux fans lors de tournées ou dans les rues. Selon Necro, quelque part en 1999, il comptait 100 fans à l'international qui vendaient les albums qu'il avait lui-même fabriqués. I Need Drugs est officiellement publié en 2000, et Necro signe un contrat de distribution pour cet album et son label Psycho+Logical  avec Landspeed Distribution.
I Need Drugs est suivi par Instrumentals Vol. 1, puis l'année d'après par la compilation The Early Years: Rare Demos '91–'94 de son frère et collaborateur Ill Bill. The Early Years: Rare Demos '91–'94 est la première rareté publiée à Psycho+Logical-Records. Non Phixion et Goretex de Circle of Tyrants y participent. Les chansons sont enregistrées entre 1991 et 1994. Necro enregistre encore en 2001, et publie des albums comme Gory Days avec Select-O-Hits à la distribution.

### Succès (2003–2009)
La première vague d'albums publiée au label de Necro, est produite par ce dernier. Elle inclut les premiers albums des membres Ill Bill, Sabac Red et Goretex du groupe Non Phixion, The Green CD en 2004, et deux albums de Mr. Hyde. What's Wrong with Bill? est le premier album studio de Ill Bill, publié le 2 mars 2004 by Psycho+Logical. L'album génère un single, The Anatomy of a School Shooting, et un clip vidéo de la chanson Chasing the Dragon. Necro produit l'album de son intégralité. Le label collaborait auparavant avec des groupes comme Non Phixion (Goretex, Ill Bill, Sabac Red), avec qui Necro forme le supergroupe Secret Society.
Circle of Tyrants, qui se compose de Necro, Ill BIll, Mr Hyde et Goretex, est signé au label. Le groupe ne publie qu'un seul album, The Circle of Tyrants, en 2005. Necro produit toutes les chansons de l'album. Goretex publiera aussi plusieurs albums sur Psycho+Logical mais quittera le label après son départ de Non Phixion. En 2007, Koch Records annonce avoir signé un contrat de distribution exclusif avec Psycho+Logical-Records. Lors d'un entretien en 2008, Mr. Hyde explique, concernant le succès de Psycho+Logical : « Je ne pense pas qu'on ait fait quelque chose d'énorme ; nous n'avons pas montré tout notre potentiel. »

### Dernières années (depuis 2010)
Necro publie The Murder Murder Kill Kill EP en août 2010 et fait participer Kool G Rap. Necro collabore au label avec le groupe The Godfathers et Kool G Rap en 2013. En 2014, le label ne compte plus que Mr. Hyde et Necro.

## Artistes

### Artistes actuels
- Necro
- Mr. Hyde

### Anciens artistes
- Circle of Tyrants
- Goretex
- Ill Bill
- Sabac Red
- Secret Society
- La Coka Nostra
- Sean Strange
- Q-Unique
- Nems Murdafest

## Discographie

### Albums studio
- Goretex - The Art of Dying
- Goretex - The Art of Dying Instrumentals
- Ill Bill - The Early Years - Rare Demos '91-'94
- Ill Bill - What's Wrong with Bill?
- Ill Bill - What's Wrong with Bill? Instrumentals
- Mr. Hyde - Barn of the Naked Dead
- Mr. Hyde - Barn of the Naked Dead Instrumentals
- Necro - Brutality Part 1
- Necro - Brutality Part 1 Instrumentals
- Necro - Death Rap
- Necro - I Need Drugs
- Necro - Instrumentals Vol. 1
- Necro - Gory Days
- Necro - Gory Days Instrumentals
- Necro - Rare Demos and Freestyles Vol. 1
- Necro - Rare Demos and Freestyles Vol. 2
- Necro - Rare Demos and Freestyles Vol. 3
- Necro - The Pre-Fix for Death
- Necro - The Pre-Fix for Death Instrumentals
- Necro - The Sexorcist
- Necro & Ill Bill - Street Villains Vol. 1
- Necro & Ill Bill - Street Villains Vol. 2
- Sabac Red - Sabacolypse: A Change Gon' Come
- Sabac Red - Sabacolypse: A Change Gon' Come Instrumentals
- Secret Society - Secret Society
- Circle of Tyrants - The Circle of Tyrants

### Singles
- Ill Bill - Gangsta Rap
- Ill Bill - The Anatomy of a School Shooting
- Necro - Bury You with Satan
- Necro - Fire
- Necro - Get on Your Knees
- Necro - Morbid
- Necro - The Most Sadistic
- Sabac Red - Organize

### LP/EPs
- Goretex - The Art of Dying
- Ill Bill - What's Wrong with Bill?
- Missin' Linx - Problemz
- Mr. Hyde - Barn of the Naked Dead
- Necro - Brutality Part 1
- Necro - Rare Demos & Freestyles Vol. 3
- Necro - The Pre-Fix for Death
- Sabac Red - Sabacolypse: A Change Gon' Come